# Леонид Ратнер
Леонид Ратнер (укр. Леонід Анатолійович Ратнер; рођен 26. децембра 1937) је рукометни тренер женске украјинске репрезентације.

## Биографија
Рођен је 26. децембра 1937. у Кременчугу. Валентина Лутајева му је била тренер. Играо је 1959—1962. за рукометну репрезентацију Запорожја. Радио је као тренер од 1957. године, а 1973. је основао женски рукометни тим ZTR у Запорожју. Под његовим руководством клуб је освојио бронзане медаље за Совјетски савез 1977. и Заједницу независних држава 1992, Куп Совјетског Савеза 1989. и 1990, четири златне медаље украјинског првенстава и две сребрне медаље. Тренирао је и омладинску и јуниорску женску совјетску репрезентацију која је 1983, 1985, 1987, 1989. и 1991. освојила златну медаљу на Светским првенствима. Совјетске јуниорке су седам пута победиле на међународним пријатељским утакмицама. Током 1990-их је радио као главни тренер женске украјинске репрезентације која је на Летњим олимпијским играма 2004. освојила бронзану медаљу. Године 2007. је поднео оставку јер репрезентација није успела да се квалификује за четвртфинале Светског првенства, а 2011. је поново постао тренер женске репрезентације. Добитник је награде заслужних грађана физичке културе и спорта Украјине 2009. и Ордена за заслуге у Запорошкој области првог степена 2017.